# Parigi-Bruxelles 1926
La Parigi-Bruxelles 1926, diciottesima edizione della corsa, si svolse il 6 giugno 1926 su un percorso di 402 km, con partenza da Parigi e arrivo a Bruxelles. Fu vinta dal belga Denis Verschueren davanti ai suoi connazionali Joseph Van Dam e Felix Sellier.

## Ordine d'arrivo (Top 10)
| Pos. | Corridore         | Squadra               | Tempo |
| ---- | ----------------- | --------------------- | ----- |
| 1    | Denis Verschueren | Wonder                |       |
| 2    | Joseph Van Dam    | Automoto-Hutchinson   |       |
| 3    | Felix Sellier     | Alcyon-Dunlop         |       |
| 4    | Aimé Dossche      | Christophe-Hutchinson |       |
| 5    | Jules Matton      | Armor-Dunlop          |       |
| 6    | Maurice Dewaele   | Wonder                |       |
| 7    | Maurice Van Hyfte | Wonder                |       |
| 8    | Theofiel Beeckman | Armor-Dunlop          |       |
| 9    | Jules Buysse      | Automoto-Hutchinson   |       |
| 10   | Georges Brosteaux |                       |       |